# Großseelheim
Großseelheim ist ein Dorf im mittelhessischen Landkreis Marburg-Biedenkopf und, neben der Kernstadt, der nach Einwohnerzahl größte Stadtteil von Kirchhain.

## Geographische Lage
Großseelheim liegt zwischen den Städten Marburg und Kirchhain am Westrand der Gemarkung der Stadt Kirchhain auf einem Plateau, das die im Amöneburger Becken liegende Ohmniederung etwas überragt. Zum Schutz der am Fluss Ohm gelegenen Ortschaften liegt östlich des Dorfes das Hochwasserrückhaltebecken Kirchhain/Ohm.

## Geschichte

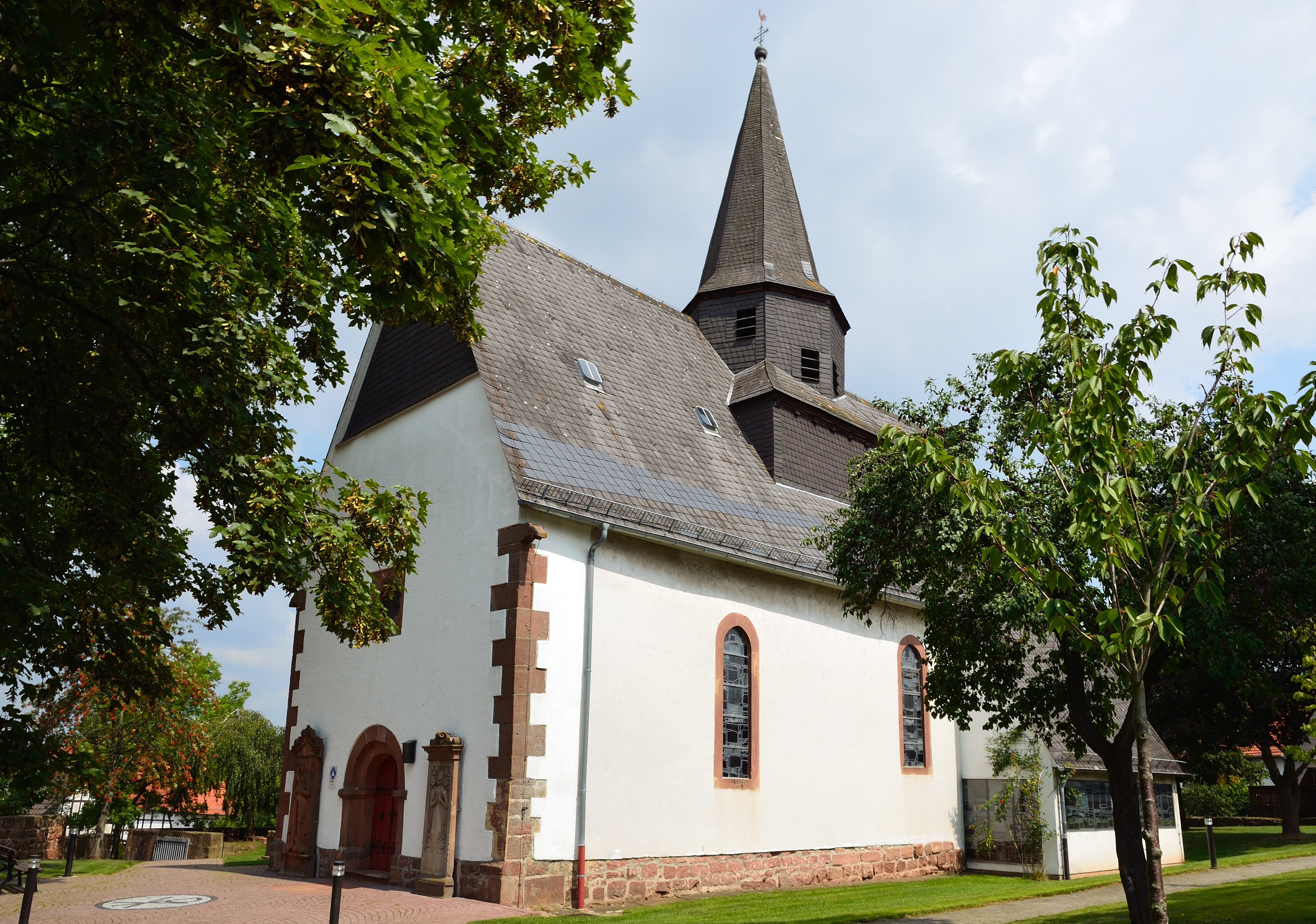
Kirche

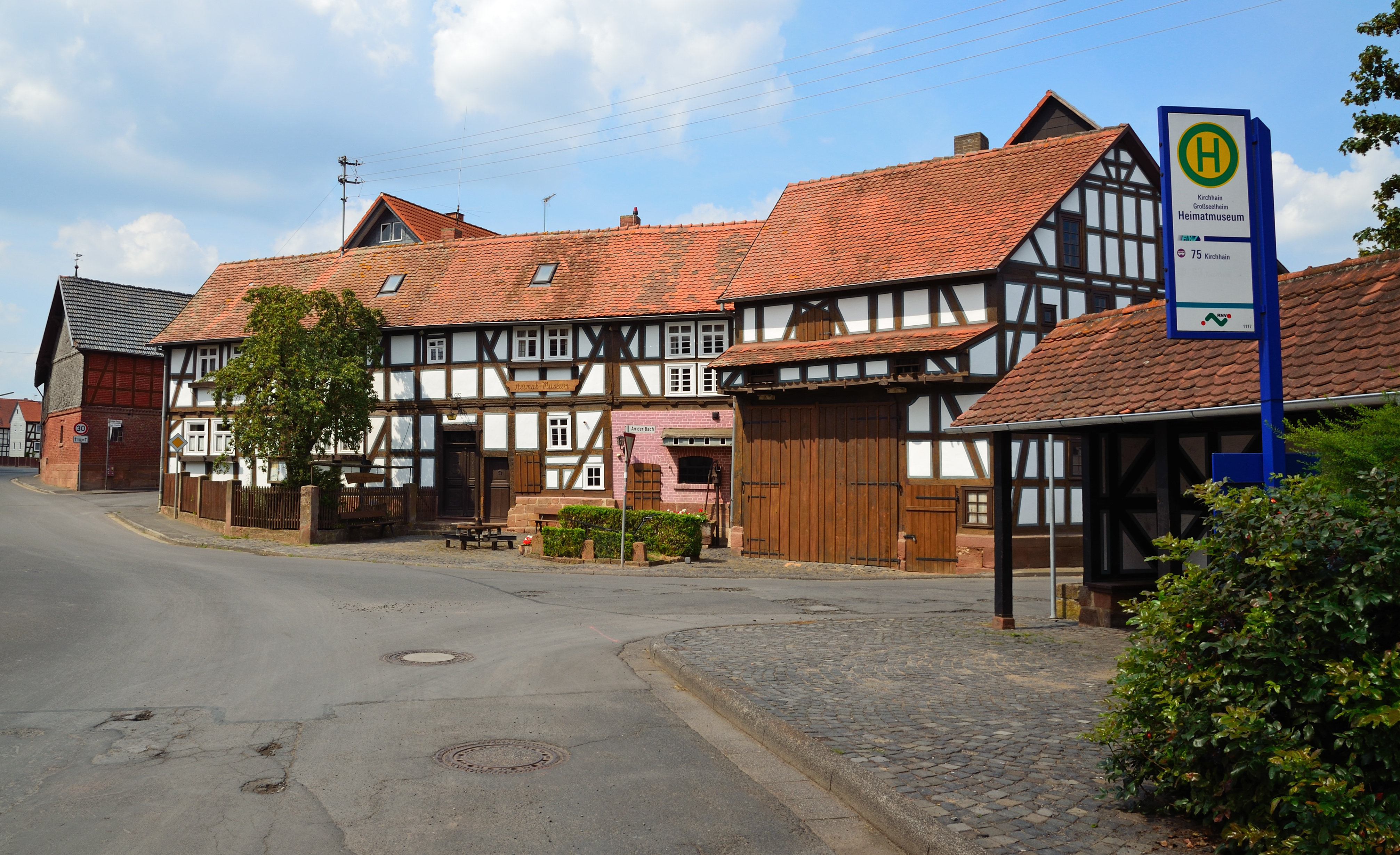
Brunetscher Hof

### Ortsgeschichte
Der Name des Dorfes hat fränkischen Ursprung. Zunächst wurde der Ort unter „Seleheim“ erwähnt. Eine Unterscheidung zwischen Großseelheim und Kleinseelheim erfolgte erst ab Mitte des 13. Jahrhunderts.
Die älteste bekannte Erwähnung von Großseelheim findet sich nach neueren Forschungen 779 n. Chr. in einer Schenkungsurkunde des Argoz und seiner Gemahlin an das Kloster Fulda unter dem ersten Fuldaer Abt Sturmi. Am 30. November 920 war Seelheim Standort des Hoftages Heinrichs I. Im Mittelalter befand sich der Sitz des Vogteigerichts des Deutschen Ordens im Ort. 1766 verkaufte der Deutsche Orden seine bis dahin bestehenden Rechte an Großseelheim an Hessen.
Hessische Gebietsreform (1970–1977)
Zum 1. Juli 1974 wurde die bis dahin selbständige Gemeinde Großseelheim im Zuge der Gebietsreform in Hessen kraft Landesgesetz in die Stadt Kirchhain eingegliedert. Für Großseelheim, wie für alle ehemals eigenständigen Stadtteile von Kirchhain, wurde je ein Ortsbezirk gebildet.

### Verwaltungsgeschichte im Überblick
Die folgende Liste zeigt die Staaten und Verwaltungseinheiten, denen Großseelheim angehört(e):
- vor 1567 Heiliges Römisches Reich, Gericht Seelheim,[7][8] 3⁄4 Deutsch Ordens-Besitz, 1⁄4 fuldisches Lehen
- ab 1567 Heiliges Römisches Reich, Landgrafschaft Hessen-Marburg, Amt Marburg[9]
- ab 1592: Heiliges Römisches Reich, Landgrafschaft Hessen-Marburg, Amt Marburg
- 1604–1648: Heiliges Römisches Reich, strittig zwischen Landgrafschaft Hessen-Darmstadt und Landgrafschaft Hessen-Kassel (Hessenkrieg), Amt Marburg
- ab 1648: Heiliges Römisches Reich, Landgrafschaft Hessen-Kassel, Amt Marburg
- ab 1767: Heiliges Römisches Reich, Landgrafschaft Hessen-Kassel, Amt Kirchhain
- ab 1806: Landgrafschaft Hessen-Kassel, Amt Kirchhain
- 1807–1813: Königreich Westphalen, Departement der Werra, Distrikt Marburg, Kanton Amöneburg
- ab 1815: Kurfürstentum Hessen, Amt Kirchhain[10]
- ab 1821: Kurfürstentum Hessen, Provinz Oberhessen, Kreis Kirchhain[11][Anm. 1]
- ab 1848: Kurfürstentum Hessen, Bezirk Marburg
- ab 1851: Kurfürstentum Hessen, Provinz Oberhessen, Kreis Kirchhain
- ab 1867: Königreich Preußen, Provinz Hessen-Nassau, Regierungsbezirk Kassel, Kreis Kirchhain
- ab 1871: Deutsches Reich, Königreich Preußen, Provinz Hessen-Nassau, Regierungsbezirk Kassel, Kreis Kirchhain
- ab 1918: Deutsches Reich, Freistaat Preußen, Provinz Hessen-Nassau, Regierungsbezirk Kassel, Kreis Kirchhain
- ab 1932: Deutsches Reich, Freistaat Preußen, Provinz Hessen-Nassau, Regierungsbezirk Kassel, Kreis Marburg
- ab 1944: Deutsches Reich, Freistaat Preußen, Provinz Kurhessen, Kreis Marburg
- ab 1945: Deutsches Reich, Amerikanische Besatzungszone, Groß-Hessen, Regierungsbezirk Kassel, Kreis Marburg
- ab 1946: Deutsches Reich, Amerikanische Besatzungszone, Hessen, Regierungsbezirk Kassel, Landkreis Marburg
- ab 1949: Bundesrepublik Deutschland, Hessen, Regierungsbezirk Kassel, Landkreis Marburg
- ab 1974: Bundesrepublik Deutschland, Hessen, Regierungsbezirk Kassel, Landkreis Marburg-Biedenkopf, Stadt Kirchhain
- ab 1981: Bundesrepublik Deutschland, Hessen, Regierungsbezirk Gießen, Landkreis Marburg-Biedenkopf, Stadt Kirchhain

### Gerichte seit 1821
Mit Edikt vom 29. Juni 1821 wurden in Kurhessen Verwaltung und Justiz getrennt. Der Kreis Kirchhain war für die Verwaltung und das Justizamt Kirchhain als Gericht erster Instanz für Großseelheim zuständig. Nach der Annexion Kurhessens durch Preußen erfolgte am 1. September 1867 die Umbenennung des bisherigen Justizamtes in Amtsgericht Kirchhain. Auch mit dem Inkrafttreten des Gerichtsverfassungsgesetzes von 1879 blieb das Amtsgericht unter seinem Namen bestehen.

## Bevölkerung

### Einwohnerstruktur 2011
Nach den Erhebungen des Zensus 2011 lebten am Stichtag dem 9. Mai 2011 in Großseelheim 1866 Einwohner. Darunter waren 42 (2,3 %) Ausländer. Nach dem Lebensalter waren 351 Einwohner unter 18 Jahren, 825 zwischen 18 und 49, 384 zwischen 50 und 64 und 306 Einwohner waren älter. Die Einwohner lebten in 777 Haushalten. Davon waren 210 Singlehaushalte, 228 Paare ohne Kinder und 261 Paare mit Kindern sowie 69 Alleinerziehende und 9 Wohngemeinschaften. In 123 Haushalten lebten ausschließlich Senioren und in 564 Haushaltungen lebten keine Senioren.

### Einwohnerentwicklung
| Quelle: Historisches Ortslexikon |                                                                                         |
| • 1577:                          | 58 Hausgesesse                                                                          |
| • 1747:                          | 69 Hausgesesse                                                                          |
| • 1838:                          | Familien: 57 nutzungsberechtigte, 26 nicht nutzungsberechtigte Ortsbürger, 12 Beisassen |

| Großseelheim: Einwohnerzahlen von 1768 bis 2019 | Großseelheim: Einwohnerzahlen von 1768 bis 2019 | Großseelheim: Einwohnerzahlen von 1768 bis 2019 | Großseelheim: Einwohnerzahlen von 1768 bis 2019 | Großseelheim: Einwohnerzahlen von 1768 bis 2019 |
| --- | ----------------------------------------------- | ----------------------------------------------- | ----------------------------------------------- | ----------------------------------------------- |
| Jahr |                                                 |                                                 |                                                 | Einwohner                                       |
| 1768 | 1768                                            |                                                 | 380                                             | 380                                             |
| 1800 | 1800                                            |                                                 | ?                                               | ?                                               |
| 1834 | 1834                                            |                                                 | 549                                             | 549                                             |
| 1840 | 1840                                            |                                                 | 604                                             | 604                                             |
| 1846 | 1846                                            |                                                 | 637                                             | 637                                             |
| 1852 | 1852                                            |                                                 | 640                                             | 640                                             |
| 1858 | 1858                                            |                                                 | 667                                             | 667                                             |
| 1864 | 1864                                            |                                                 | 652                                             | 652                                             |
| 1871 | 1871                                            |                                                 | 637                                             | 637                                             |
| 1875 | 1875                                            |                                                 | 683                                             | 683                                             |
| 1885 | 1885                                            |                                                 | 672                                             | 672                                             |
| 1895 | 1895                                            |                                                 | 685                                             | 685                                             |
| 1905 | 1905                                            |                                                 | 785                                             | 785                                             |
| 1910 | 1910                                            |                                                 | 852                                             | 852                                             |
| 1925 | 1925                                            |                                                 | 954                                             | 954                                             |
| 1939 | 1939                                            |                                                 | 1.040                                           | 1.040                                           |
| 1946 | 1946                                            |                                                 | 1.483                                           | 1.483                                           |
| 1950 | 1950                                            |                                                 | 1.461                                           | 1.461                                           |
| 1956 | 1956                                            |                                                 | 1.349                                           | 1.349                                           |
| 1961 | 1961                                            |                                                 | 1.303                                           | 1.303                                           |
| 1967 | 1967                                            |                                                 | 1.288                                           | 1.288                                           |
| 1980 | 1980                                            |                                                 | ?                                               | ?                                               |
| 1990 | 1990                                            |                                                 | ?                                               | ?                                               |
| 2000 | 2000                                            |                                                 | ?                                               | ?                                               |
| 2011 | 2011                                            |                                                 | 1.866                                           | 1.866                                           |
| 2015 | 2015                                            |                                                 | 1.859                                           | 1.859                                           |
| 2019 | 2019                                            |                                                 | 1.880                                           | 1.880                                           |
| Datenquelle: Historisches Gemeindeverzeichnis für Hessen: Die Bevölkerung der Gemeinden 1834 bis 1967. Wiesbaden: Hessisches Statistisches Landesamt, 1968. Weitere Quellen: LAGIS; Stadt Kirchhain:; Zensus 2011 |                                                 |                                                 |                                                 |                                                 |

### Historische Religionszugehörigkeit
| Quelle: Historisches Ortslexikon |                                                                      |
| • 1861:                          | 0640 evangelisch-lutherische, 7 römisch-katholische Einwohner        |
| • 1885:                          | 0671 evangelische (= 99,85 %), ein katholischer (= 0,15 %) Einwohner |
| • 1961:                          | 1221 evangelische (= 93,71 %), 67 katholische (= 5,14 %) Einwohner   |

### Historische Erwerbstätigkeit
| Quelle: Historisches Ortslexikon | |
| • 1768:                          | Erwerbspersonen: 9 Leineweber, 4 Schmiede, 5 Wagner, 3 Schneider, 1 Schreiner, 1 Bader, 1 Maurer, 1 Zimmermann, 2 Wirte, 4 Tagelöhner, 8 Tagelöhnerinnen |
| • 1838:                          | Familien: 57 Ackerbau, 5 Gewerbe, 33 Tagelöhner. |
| • 1961:                          | Erwerbspersonen: 252 Land- und Forstwirtschaft, 258 Produzierendes Gewerbe, 46 Handel und Verkehr, 55 Dienstleistungen und Sonstiges.                    |

## Politik
Für den Stadtteil Großseelheim besteht ein Ortsbezirk mit Ortsbeirat aus neun Mitgliedern und Ortsvorsteher nach der Hessischen Gemeindeordnung. Er umfasst das Gebiet der ehemaligen Gemeinde Großseelheim.
Bei den Kommunalwahlen in Hessen 2021 betrug die Wahlbeteiligung zum Ortsbeirat 56,85 %, dabei wurden fünf Mitglieder der SPD und vier Mitglieder der „Bürgerliste Großseelheim“ in den Ortsbeirat gewählt. Der seit 1991 im Amt befindliche Helmut Hofmann (SPD) wurde vom Ortsbeirat erneut zum Ortsvorsteher gewählt.

## Kultur und Sehenswürdigkeiten

### Dorfwettbewerbe
- Mehrfache Beteiligung am Landeswettbewerb Unser Dorf soll schöner werden mit hessischen Landessiegen 1978 und 1983/84
- Beteiligung am Bundeswettbewerb Unser Dorf soll schöner werden 1986
- Teilnahme am 34. Hessischen Wettbewerb Unser Dorf hat Zukunft 2011 / 3. Platz im Regionalentscheid
- 2. Sieger des Landeswettbewerbs „Unser Dorf hat Zukunft“ 2015

### Bauwerke
Das örtliche Heimatmuseum befindet sich im Brunetschen Hof, einem 1790 errichteten Fachwerkbau mit historischer Schmiede. Die ältesten Teile der evangelischen Kirche sind um 1200 entstanden.

### Vereine

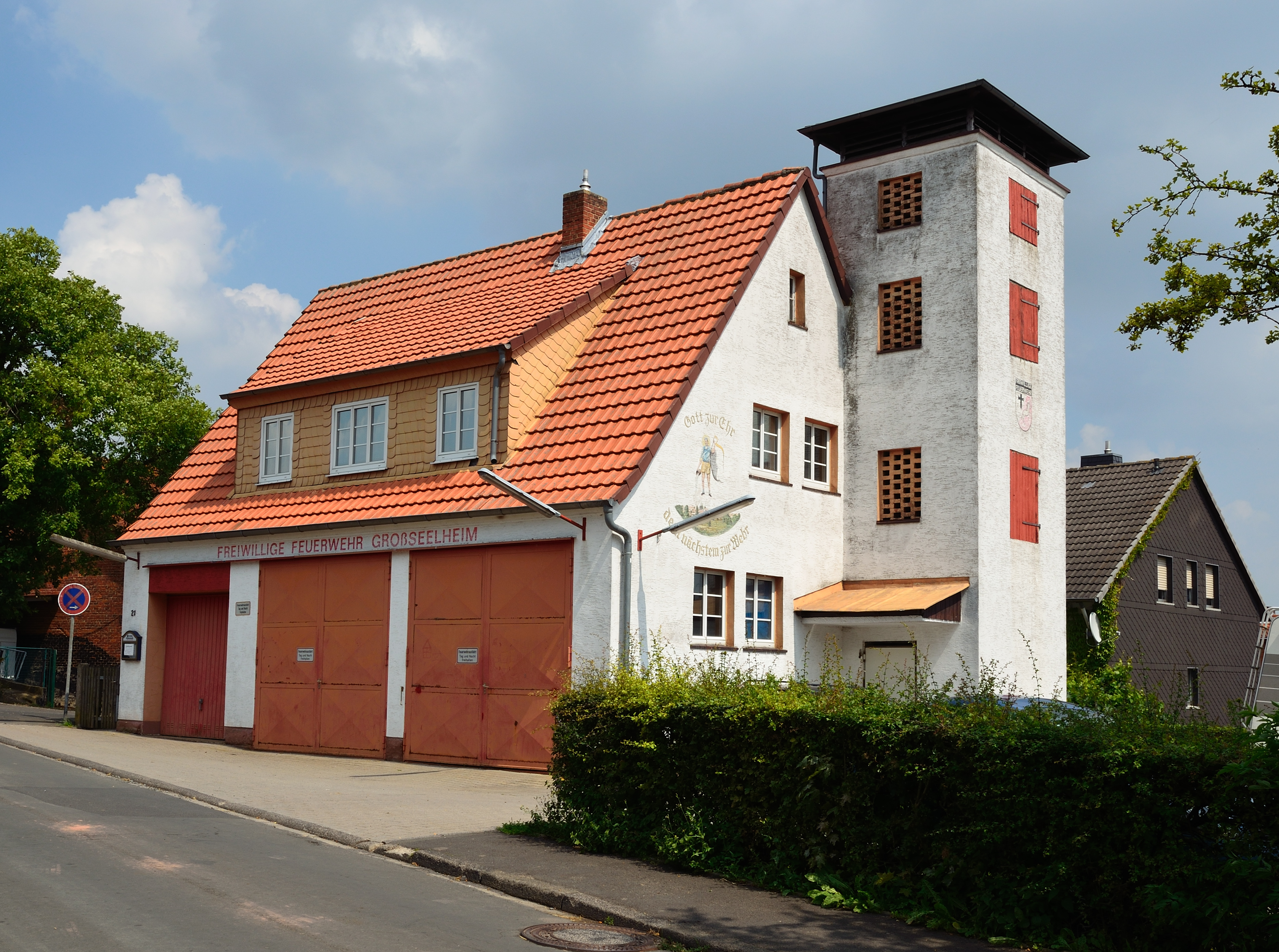
Altes Feuerwehrhaus (Außerdienststellung im Jahr 2021)

Im Ortsteil herrscht ein reges Vereinsleben mit ca. 20 Vereinen und Vereinigungen.

### Veranstaltungen
Seit 2008 findet jährlich am Samstag des ersten Adventswochenendes der Großseelheimer Adventsmarkt statt. Die Besucherzahlen übersteigen die Einwohnerzahl des Ortes regelmäßig.

## Söhne und Töchter der Gemeinde
- Peter Herbener (1834–1913), Gutsbesitzer und Mitglied der kurhessischen Ständeversammlung